# Pleurodema brachyops
Pleurodema brachyops é uma espécie de anfíbio da família Leptodactylidae. Pode ser encontrada no Brasil, Guiana, Venezuela, Colômbia, Panamá e Aruba. Introduzida em Bonaire e Curaçao.